# 망갈라
망갈라(산스크리트어: मङ्गल)는 힌두 문학에서 화성의 의인화이다. 로히타 (lit. '붉은 존재')라고도 알려져 있으며, 그는 분노, 공격성, 그리고 전쟁의 신이다. 비슈누파에 따르면, 그는 대지의 여신인 부데비와 비슈누의 아들로, 비슈누가 바라하 아바타르로 원시 바다 깊은 곳에서 그녀를 들어 올렸을 때 태어났다. 시바파에 따르면, 그는 신 시바의 피나 땀방울에서 태어났다.

## 명칭
화성(망갈라)은 또한 다음과 같이 불린다:
- 락타바르나 (रक्तवर्ण) - 피와 같은 색을 가진 자.[8]
- 바우마 (भौम) - 부미의 아들.
- 로히탕가 (लोहिताङ्ग) - 붉은 몸 (로하Loha는 철을 의미하기도 하므로 철의 몸을 의미할 수도 있다).
- 쿠자 (कुज) - 대지에서 태어난 자.
- 바 (भ) - 빛나는.[9]
- 다라푸트라 (धरापुत्र) - 다라의 아들.

## 도상학
그는 붉은색 또는 불꽃색으로 그려지며, 네 팔을 가지고 삼지창(산스크리트어: trishūla), 철퇴(산스크리트어: gadā), 연꽃 (산스크리트어: Padma), 그리고 창 (산스크리트어: shūla)을 들고 있다. 그의 탈것(산스크리트어: vahana)은 숫양이다. 그는 화요일을 주재한다.

## 전설
망갈라는 비슈누의 바라하 아바타라 이야기에 등장한다. 아수라들의 왕 히란야크샤가 대지의 여신 부미를 납치하자, 비슈누는 세 번째 아바타라를 취하여 그녀를 구하기 위해 지상으로 내려온다. 아수라가 그녀를 원시 바다 깊은 곳으로 끌고 간 것을 본 그는 엄니로 여신을 붙잡고 아수라를 성공적으로 죽여 그녀를 우주의 제자리로 되돌려 놓는다. 그녀가 떠오르자 비슈누는 부미가 사실은 자신의 배우자인 락슈미의 한 측면임을 깨닫고, 그녀와 관계를 맺고, 이 결합에서 상서로운 자라는 의미의 망갈라가 태어난다.
시바파에 따르면, 옛날 시바가 카일라스산에서 명상에 잠겼을 때, 그의 이마에서 세 방울의 땀이 땅에 떨어졌다. 그 방울들에서 붉은 피부색과 네 개의 팔을 가진 아름다운 아기가 태어났다. 시바는 그 아이를 어머니 대지에 맡겨 키우게 했다. 부미에 의해 길러진 그 아이는 바우마라는 이름이 붙여졌다.

## 문헌
망갈라라는 단어는 고대부터 있었으며, 기원전 2천년경 리그베다에 처음 등장하고, 문법학자 파탄잘리(~기원전 2세기)에 의해 언급되었지만, 점성술 용어가 아니라 문학 예술에서 "상서로운-성공적인" (싯다) 구조를 의미했다. 파니니도 유사한 맥락에서 1.3.1절에서 이를 언급한다. 크리스토퍼 민코프스키에 따르면, 베다 경전에는 상서로운 의식이나 의식의 상서로운 시작 또는 시기에 대한 언급이 없으며, "망갈라"로서의 상서로운 관행은 중세 시대(서기 1천년 중반 이후)에 인도 전통에서 나타났고, 이후 힌두교, 불교, 자이나교에서 발견되었다. 힌두교의 의례적 미맘사 학파는 1천년 내내 어떤 텍스트에서도 행성 "망갈라"와 관련된 망갈라(상서로운) 구절을 포함하지 않았다.
마르칸데야 푸라나에는 망갈라 카바차 스토트람이 포함되어 있으며, 이는 보호를 구하기 위해 망갈라에게 낭송되는 기도를 포함한다.

## 점성술과 숭배
힌두 점성술의 전통인 조티샤는 낙샤트라 (참고: 낙샤트라 사원 목록
), 나바그라하 (참고: 나바그라하 사원 목록), 그리고 사프타리시의 개념에 망갈라를 포함한다. 그는 힌두교의 신 목록에 포함되어 있으며, 그들의 전용 사원은 다양한 힌두 순례지에서 발견되어 힌두교도들이 야트라라고 불리는 순례를 수행한다.

## 행성
행성으로서의 망갈라는 산스크리트어로 된 다양한 힌두 천문학 경전, 예를 들어 5세기의 아리아바타의 아리아바티야, 6세기의 라타데바의 로마카와 바라하미히라의 판차 싯단티카, 7세기의 브라마굽타의 칸다카디야카, 8세기의 랄라의 시시야디브리디다에 나타난다. 이 경전들은 망갈라를 행성 중 하나로 제시하고 각 행성 운동의 특성을 추정한다. 5세기에서 10세기 사이에 완성된 것으로 추정되는 수리야 싯단타와 같은 다른 경전들은 신화와 함께 다양한 행성에 대한 장을 제시한다.
이러한 경전의 필사본은 약간 다른 버전으로 존재하며, 망갈라의 하늘에서의 움직임을 보여주지만, 데이터가 다양하여 경전이 그들의 생애 동안 개방되고 개정되었음을 시사한다.
서기 1천년의 힌두 학자들은 천문학적 연구를 통해 망갈라를 포함한 각 행성의 항성 회전 시간을 약간 다른 결과로 추정했다.
| 출처            | 항성 회전당 추정 시간    |
| 수리야 싯단타   | 686일 23시간 56분 23.5초 |
| 싯단타 시로마니 | 686일 23시간 57분 1.5초  |
| 프톨레마이오스  | 686일 23시간 31분 56.1초 |
| 20세기 계산     | 686일 23시간 30분 41.4초 |

## 달력과 황도대
망갈라는 힌두 달력에서 '망갈라바라' 또는 화요일이라는 단어의 어원이다. मंगल이라는 단어는 "상서로운"을 의미하기도 하지만, 행성 मंगल은 해로운 것으로 간주된다.
마찬가지로, 다른 인도유럽어족 언어에서 화요일의 이름은 종종 로마 신 마르스에서 유래하며, (예: 라틴어 단어 Martis "화요일") 또는 유사한 특성을 가진 신에서 유래한다. 예를 들어, 영어 단어 Tuesday의 어원은 고대 게르만 전쟁과 승리의 신인 티우이며, 그는 티르라고도 알려져 있다.
망갈라는 힌두 황도대의 나바그라하의 일부이다. 나바그라하의 역할과 중요성은 다양한 영향과 함께 시간이 지남에 따라 발전했다. 인도에서 기록된 가장 초기의 점성술 작품은 기원전 14세기부터 편찬되기 시작한 베당가 조티샤이다.

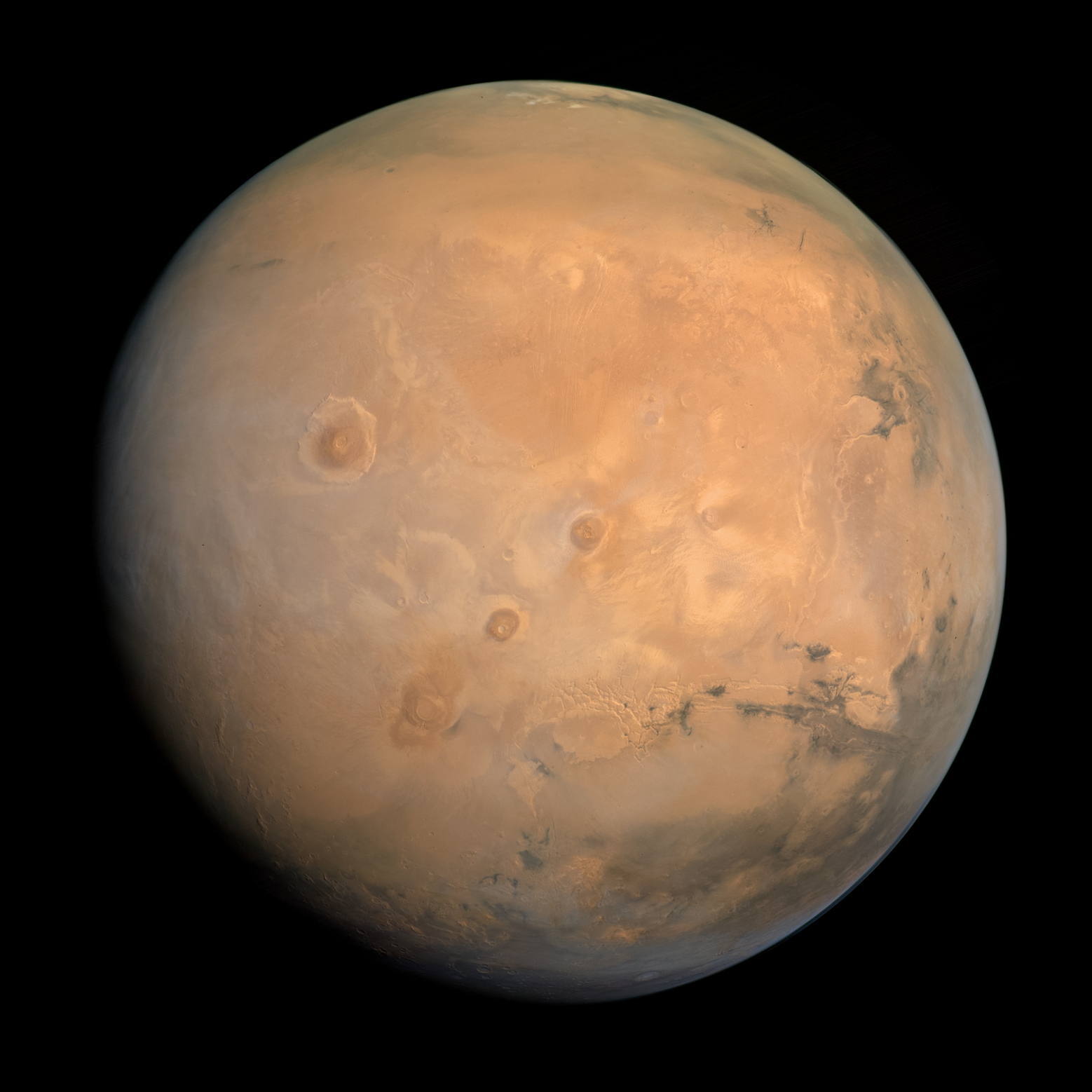
화성 행성

행성체를 신격화하고 그들의 점성술적 중요성은 베다 시대 초기에 발생했으며 베다에 기록되었다. 화성을 포함한 고대의 행성들은 기원전 2천년경의 아타르바베다에서 언급되었다. 나바그라하는 조로아스터와 헬레니즘의 영향을 포함하여 서아시아의 추가적인 기여로 더욱 발전했다. '야바나들의 과학' 또는 야바나자타카는 서사트라프 왕 루드라카르만 1세의 통치하에 인도-그리스인 "야바네스바라" ("그리스인의 군주")에 의해 서기 120년에 작성되었다. 서기 120년에 작성된 야바나자타카는 종종 인도 점성술을 표준화한 것으로 여겨진다. 나바그라하는 사카 또는 스키타이족과 함께 샤카 시대에 더욱 발전하고 절정을 이루었다. 또한 사카족의 기여는 인도 국정력의 기초가 되었으며, 이는 또한 사카 달력이라고도 불린다.

## 같이 보기
- 조티샤
- 나바그라하

## 추가 자료
- Pingree, David (1973). 《The Mesopotamian Origin of Early Indian Mathematical Astronomy》. 《Journal for the History of Astronomy》 4 (SAGE). 1–12쪽. Bibcode:1973JHA.....4....1P. doi:10.1177/002182867300400102.
- Pingree, David (1981). 《Jyotihśāstra : Astral and Mathematical Literature》. Otto Harrassowitz. ISBN 978-3447021654.
- Yukio Ohashi (1999).  Johannes Andersen, 편집. 《Highlights of Astronomy, Volume 11B》. Springer Science. ISBN 978-0-7923-5556-4.
- Dictionary of Hindu Lore and Legend (ISBN 0-500-51088-1) by Anna Dallapiccola